# ويليام مورتون
ويليام مورتون (21 أبريل 1961 - 19 يوليو 2019) (بالإنجليزية: William Morton)‏ هو لاعب كريكت بريطاني. شارك مع منتخب اسكتلندا الوطني للكريكت.